# Copa Chile

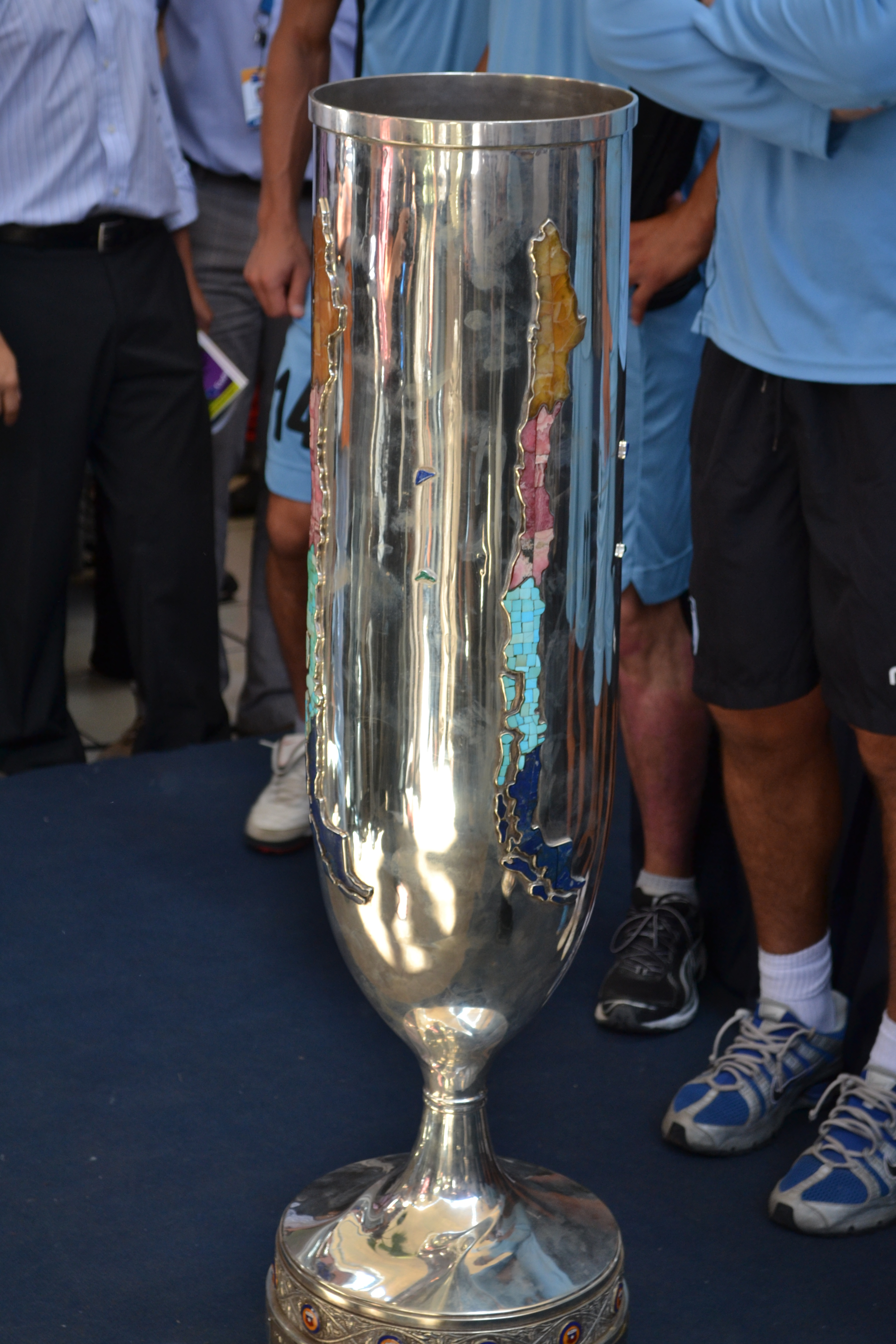
Die Copa Chile von 2010

Die Copa Chile ist der 1958 eingeführte nationale Pokalwettbewerb von Chile für professionelle Fußballvereine. Seit 2021 trägt der Wettbewerb offiziell laut Sponsoringvertrag den Namen Copa Chile Easy. Als sein Vorgänger wird vielfach das Campeonato de Apertura angesehen, welches von 1933 bis 1950 abgehalten wurde. Wie dieser fand auch die Copa Chile häufig als Saisoneröffnungsturnier statt. Der Wettbewerb fand in den Jahren von 1963 bis 1973, 1976 und 1978, 1997, 1999 sowie zwischen 2001 und 2007 nicht statt. 2020 wurde er wegen der Corona-Pandemie nicht ausgespielt.
Ab 2009 qualifiziert sich der Sieger für die Copa Sudamericana, seit 2015 für die Copa Libertadores.

## Die Endspiele im Überblick
| Saison                                           | Austragungsort                                                                                      | Sieger                    | Ergebnis            | Finalist                |
| ------------------------------------------------ | --------------------------------------------------------------------------------------------------- | ------------------------- | ------------------- | ----------------------- |
| 1958                                             | Estadio Nacional, Santiago                                                                          | CSD Colo-Colo             | 2:2¹                | Universidad Católica    |
| 1959                                             | Estadio Nacional, Santiago                                                                          | Santiago Wanderers        | 5:1                 | Deportes La Serena      |
| 1960                                             | Estadio La Portada, La Serena                                                                       | Deportes La Serena        | 4:1                 | Santiago Wanderers      |
| 1961                                             | Estadio Elías Figueroa Brander, Valparaíso / Estadio Independencia, Santiago                        | Santiago Wanderers        | 1:2 / 2:0           | Universidad Católica    |
| 1962                                             | Estadio Independencia, Santiago                                                                     | Luis Cruz Martínez        | 2:1                 | Universidad Católica    |
| 1963 bis 1973 wurde kein Wettbewerb ausgetragen. | |                           |                     |                         |
| 1974                                             | Estadio Nacional, Santiago                                                                          | CSD Colo-Colo             | 3:0                 | Santiago Wanderers      |
| 1975                                             | Estadio Nacional, Santiago                                                                          | CD Palestino              | 4:0                 | Lota Schwager           |
| 1976 wurde kein Wettbewerb ausgetragen.          | |                           |                     |                         |
| 1977                                             | Estadio Nacional, Santiago                                                                          | CD Palestino              | 4:3                 | Unión Española          |
| 1978 wurde kein Wettbewerb ausgetragen.          | |                           |                     |                         |
| 1979                                             | Estadio Nacional, Santiago                                                                          | Universidad de Chile      | 2:1                 | CSD Colo-Colo           |
| 1980                                             | Estadio Nacional, Santiago                                                                          | Deportes Iquique          | 2:1                 | CSD Colo-Colo           |
| 1981                                             | Estadio Nacional, Santiago                                                                          | CSD Colo-Colo             | 5:1                 | Audax Italiano          |
| 1982                                             | Estadio Nacional, Santiago                                                                          | CSD Colo-Colo             | Liguilla²           | Universidad Católica    |
| 1983                                             | Estadio Nacional, Santiago                                                                          | Universidad Católica      | Liguilla²           | CD O’Higgins            |
| 1984                                             | Estadio Nacional, Santiago                                                                          | Everton de Viña del Mar   | 3:0                 | Universidad Católica    |
| 1985                                             | Estadio Santa Laura, Santiago                                                                       | CSD Colo-Colo             | 1:0                 | CD Palestino            |
| 1986                                             | Estadio Municipal, Concepción / Estadio Zorros del Desierto, Calama / Estadio Regional, Antofagasta | CD Cobreloa               | 1:0 / 0:2 / 3:0     | Fernández Vial          |
| 1987                                             | Estadio Regional, Antofagasta                                                                       | CD Cobresal               | 2:0                 | CSD Colo-Colo           |
| 1988                                             | Estadio Nacional, Santiago                                                                          | CSD Colo-Colo             | 1:0                 | Unión Española          |
| 1989                                             | Estadio Nacional, Santiago                                                                          | CSD Colo-Colo             | 1:0                 | Universidad Católica    |
| 1990                                             | Estadio Nacional, Santiago                                                                          | CSD Colo-Colo             | 3:2                 | Universidad Católica    |
| 1991                                             | Estadio Nacional, Santiago                                                                          | Universidad Católica      | 1:0                 | CD Cobreloa             |
| 1992                                             | Estadio Nacional, Santiago                                                                          | Unión Española            | 3:1                 | CSD Colo-Colo           |
| 1993                                             | Estadio Nacional, Santiago                                                                          | Unión Española            | 3:1                 | CD Cobreloa             |
| 1994                                             | Estadio Nacional, Santiago                                                                          | CSD Colo-Colo             | 1:1 3:2 i. E.       | CD O’Higgins            |
| 1995                                             | Estadio Nacional, Santiago                                                                          | Universidad Católica      | 4:2                 | CD Cobreloa             |
| 1996                                             | Estadio Fiscal de Talca, Talca / Estadio Monumental, Santiago                                       | CSD Colo-Colo             | 1:1 / 1:0           | Rangers de Talca        |
| 1997 wurde kein Wettbewerb ausgetragen.          | |                           |                     |                         |
| 1998                                             | Estadio Nacional, Santiago / Estadio Santa Laura, Santiago                                          | Universidad de Chile      | 1:1 / 2:0           | Audax Italiano          |
| 1999 wurde kein Wettbewerb ausgetragen.          | |                           |                     |                         |
| 2000                                             | Estadio Nacional, Santiago                                                                          | Universidad de Chile      | 4:2                 | Santiago Morning        |
| 2000 bis 2007 wurde kein Wettbewerb ausgetragen. | |                           |                     |                         |
| 2008                                             | Estadio Francisco Sánchez Rumoroso, Coquimbo                                                        | Universidad de Concepción | 2:1                 | Deportes Ovalle         |
| 2009                                             | Estadio Elías Figueroa Brander, Valparaíso                                                          | Unión San Felipe          | 3:0                 | Municipal Iquique       |
| 2010                                             | Estadio Francisco Sánchez Rumoroso, Coquimbo                                                        | Deportes Iquique          | 1:1 4:3 i. E.       | Deportes Concepción     |
| 2011                                             | Estadio San Carlos de Apoquindo, Santiago / Estadio Santa Laura, Santiago                           | Universidad Católica      | 0:1 / 1:0 4:3 i. E. | CD Magallanes           |
| 2012/13                                          | Estadio Germán Becker, Temuco                                                                       | Universidad de Chile      | 2:1                 | Universidad Católica    |
| 2013/14                                          | Estadio Monumental, Santiago                                                                        | Deportes Iquique          | 3:1                 | CD Huachipato           |
| 2014/15                                          | Estadio Fiscal de Talca, Talca                                                                      | Universidad de Concepción | 3:2                 | CD Palestino            |
| 2015                                             | Estadio La Portada, La Serena                                                                       | Universidad de Chile      | 1:1 5:3 i. E.       | CSD Colo-Colo           |
| 2016                                             | Estadio Nacional, Santiago                                                                          | CSD Colo-Colo             | 4:0                 | Everton de Viña del Mar |
| 2017                                             | Estadio Municipal, Concepción                                                                       | Santiago Wanderers        | 3:1                 | Universidad de Chile    |
| 2018                                             | Estadio Bicentenario, Santiago / Estadio Municipal de La Cisterna, Santiago                         | CD Palestino              | 1:0 / 3:2           | Audax Italiano          |
| 2019                                             | Estadio Germán Becker, Temuco                                                                       | CSD Colo-Colo             | 2:0                 | Universidad de Chile    |
| 2020 wurde kein Wettbewerb ausgetragen.          | |                           |                     |                         |
| 2021                                             | Estadio Fiscal de Talca, Talca                                                                      | CSD Colo-Colo             | 2:0                 | Everton de Viña del Mar |
| 2022                                             | Estadio El Teniente, Rancagua                                                                       | CD Magallanes             | 2:2 7:6 i. E.       | Unión Española          |
| 2023                                             | Estadio Tierra de Campeones, Iquique                                                                | CSD Colo-Colo             | 3:1                 | CD Magallanes           |
| 2024                                             | Estadio Nacional de Chile, Santiago                                                                 | Universidad de Chile      | 1:0                 | Ñublense                |

¹) Colo-Colo wurde wegen des besseren Tordurchschnittes während des Turnierverlaufs Pokalsieger.
²) 1982 und 1983 fiel die Entscheidung der letzten vier Mannschaften durch eine Liguilla, einem Jeder-gegen-jeden-Turnier.

## Rangliste der Sieger
| Klub                      | Titel | Jahr(e)                                                                            | Finalist |
| ------------------------- | ----- | ---------------------------------------------------------------------------------- | -------- |
| CSD Colo-Colo             | 14    | 1958, 1974, 1981, 1982, 1985, 1988, 1989, 1990, 1994, 1996, 2016, 2019, 2021, 2023 | 5        |
| Universidad de Chile      | 6     | 1979, 1998, 2000, 2012, 2015, 2024                                                 | 2        |
| Universidad Católica      | 4     | 1983, 1991, 1995, 2011                                                             | 8        |
| Santiago Wanderers        | 3     | 1959, 1961, 2017                                                                   | 2        |
| CD Palestino              | 3     | 1975, 1977, 2018                                                                   | 2        |
| Deportes Iquique          | 3     | 1980, 2010, 2013                                                                   | 1        |
| Unión Española            | 2     | 1992, 1993                                                                         | 3        |
| Universidad de Concepción | 2     | 2008, 2014                                                                         | 0        |
| CD Cobreloa               | 1     | 1986                                                                               | 3        |
| Everton de Viña del Mar   | 1     | 1984                                                                               | 2        |
| CD Magallanes             | 1     | 2022                                                                               | 2        |
| Deportes La Serena        | 1     | 1960                                                                               | 1        |
| Luis Cruz Martínez        | 1     | 1962                                                                               | 0        |
| CD Cobresal               | 1     | 1987                                                                               | 0        |
| Unión San Felipe          | 1     | 2009                                                                               | 0        |